# Großeinkaufs-Gesellschaft Deutscher Consumvereine

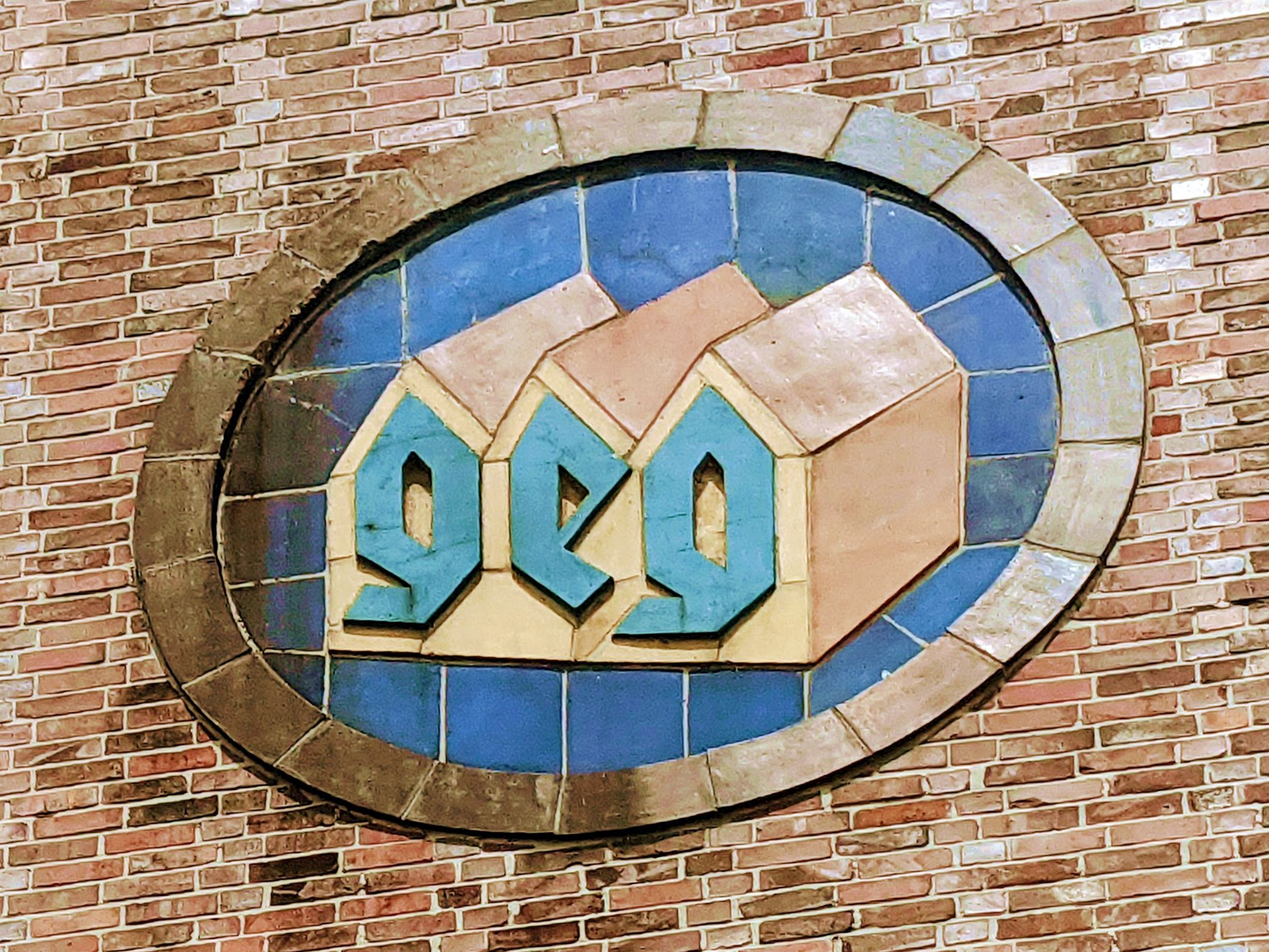
GEG-Logo an der ehemaligen Zündholzfabrik in Lauenburg/Elbe

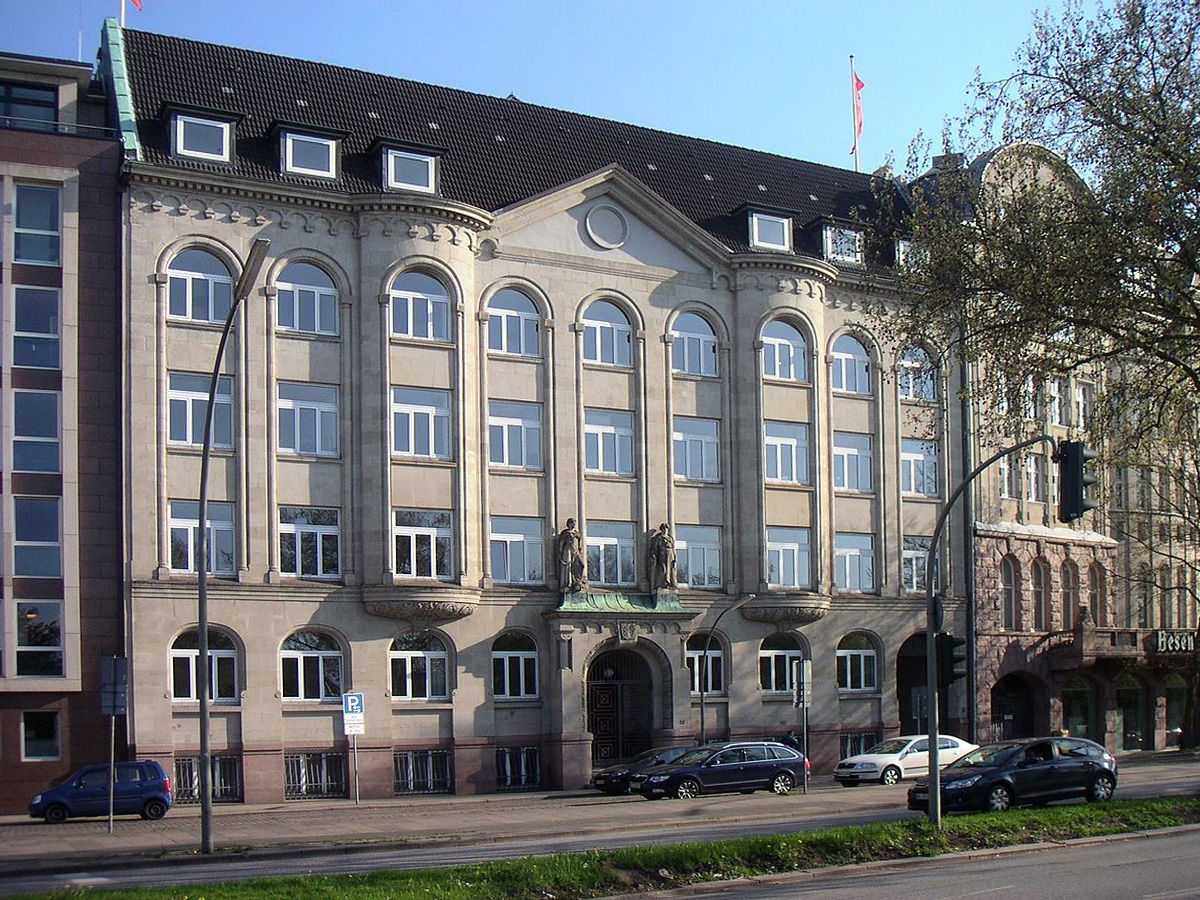
Ehemalige GEG-Verwaltungszentrale am Besenbinderhof in Hamburg

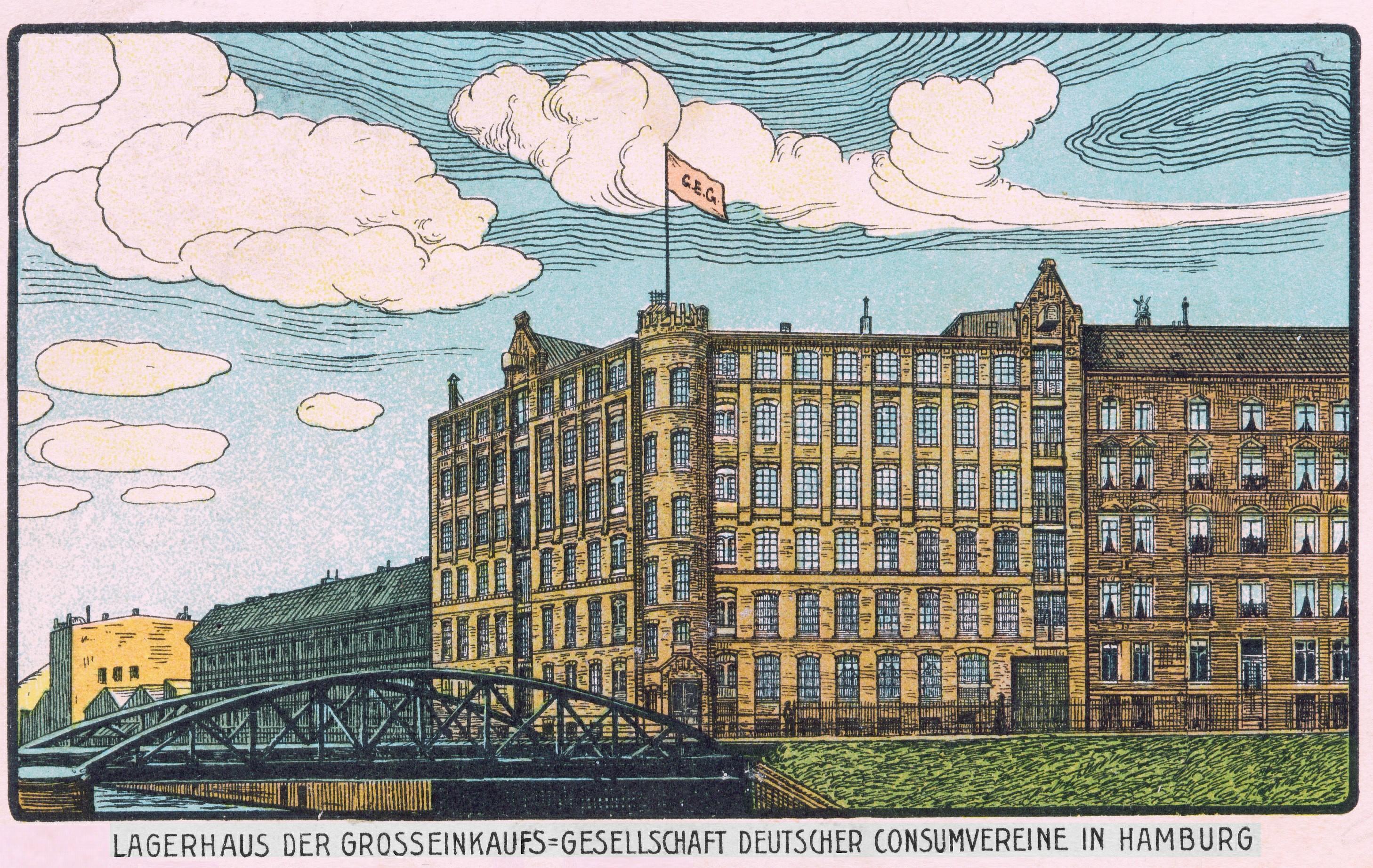
Erstes GEG-Zentrallager in Hamburg 1902

Die Großeinkaufs-Gesellschaft Deutscher Consumvereine m.b.H. (GEG) war ein gemeinwirtschaftliches Unternehmen und die Waren- und Wirtschaftszentrale von Konsumvereinen der sogenannten Hamburger Richtung von 1894 bis zum Ende der Weimarer Republik. In der Zeit des Nationalsozialismus unter dem Dach der Deutschen Arbeitsfront „gleichgeschaltet“, wurde die GEG nach Zweiten Weltkrieg wiederbegründet und ging später im co-op-Konzern auf. 

## Gründung

„Holt alles im Konsumverein!“ Historisches Werbeplakat der GEG im Hamburger Genossenschaftsmuseum

Die erste Gründungsversammlung der Großeinkaufs-Gesellschaft Deutscher Consumvereine fand am 6. und 7. April 1893 in Leipzig statt. Anwesend waren 94 Vertreter von deutschen Konsumvereinen. 53 Vertreter sprachen sich für die Unternehmensform einer Gesellschaft mit beschränkter Haftung (GmbH) und 17 für die einer „eingetragenen Genossenschaft mit beschränkter Haftpflicht“ aus. Die zweite Gründungsversammlung der Großeinkaufs-Gesellschaft war vom 26. bis zum 28. Mai 1893 in Hamburg. Es waren 55 Vereine vertreten.
Auf Grund von Differenzen mit dem Registergericht fand am 16. März 1894 eine formgerechte begründende Versammlung der Großeinkaufs-Gesellschaft Deutscher Consumvereine mit beschränkter Haftung zu Hamburg durch die Bevollmächtigten Carl Haber und Ewald Fritsch statt. Es wurde ein amtliches notarielles Protokoll aufgenommen.
Der Gesellschaftsvertrag vom 16. März 1894 bestimmte als Sitz der Gesellschaft Hamburg. Der Gegenstand des Unternehmens: „Consumvereinen und sonstigen Wirthschaftsvereinigungen, Colonialwaaren, Producte und Fabrikate in der Lebensmittelbranche, Lebens- und Haushaltungs- und Wirthschaftsbedürfnisse durch Ankauf oder andere Handelsgeschäfte gut und preiswerth zu beschaffen.“ Stammeinlagen wurden von 47 Konsumvereinen udgl. oder deren Vertreter übernommen; Stammkapital 34.500 Mark. Zum Geschäftsführer wurde Ernst August Scherling bestellt. Am 29. März 1894 wurde die Gesellschaft ins Handelsregister in Hamburg eingetragen. Am 1. April 1894 wurde das Geschäft eröffnet in Hamburg am Sandtorquai 14.
Am 6. April erschien die erste Nummer der Warenpreisliste.
1902 wurde in Hamburg, Engelstraße 31, ein eigenes Lagerhaus erworben. Hier wurde das erste Zentrallager der GEG am 1. Oktober in Betrieb genommen.
Ab 1918 wurde in hoher Auflage die Mitgliederzeitung „Genossenschaftsfamilie“ zweiwöchentlich mit der Kinder-Beilage „Der kleine Genossenschafter“ herausgegeben und in den Verkaufsstellen der Genossenschaften ausgelegt.

## Eigenproduktion

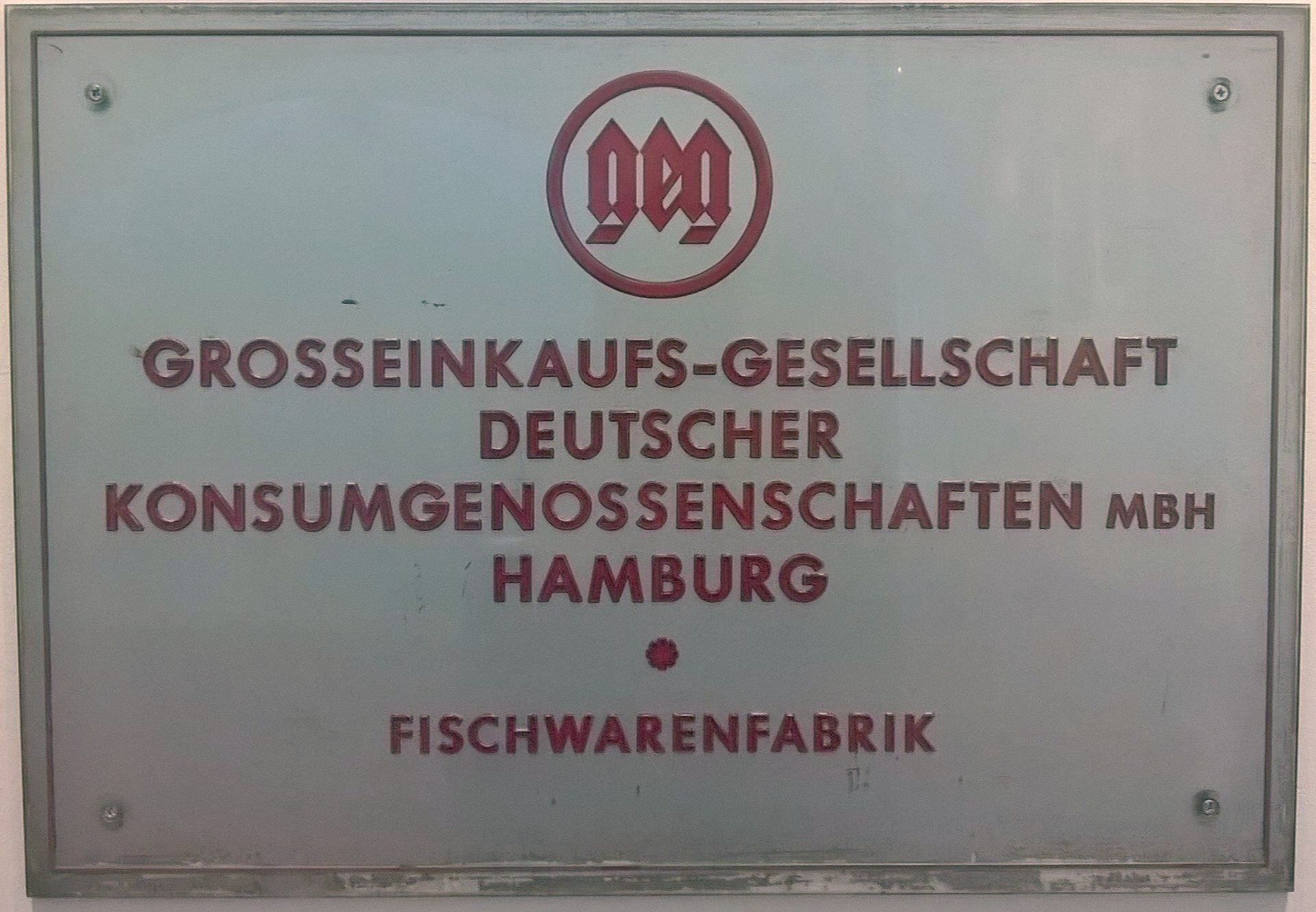
Firmenschild einer GEG Fischwarenfabrik im Hamburger Genossenschaftsmuseum

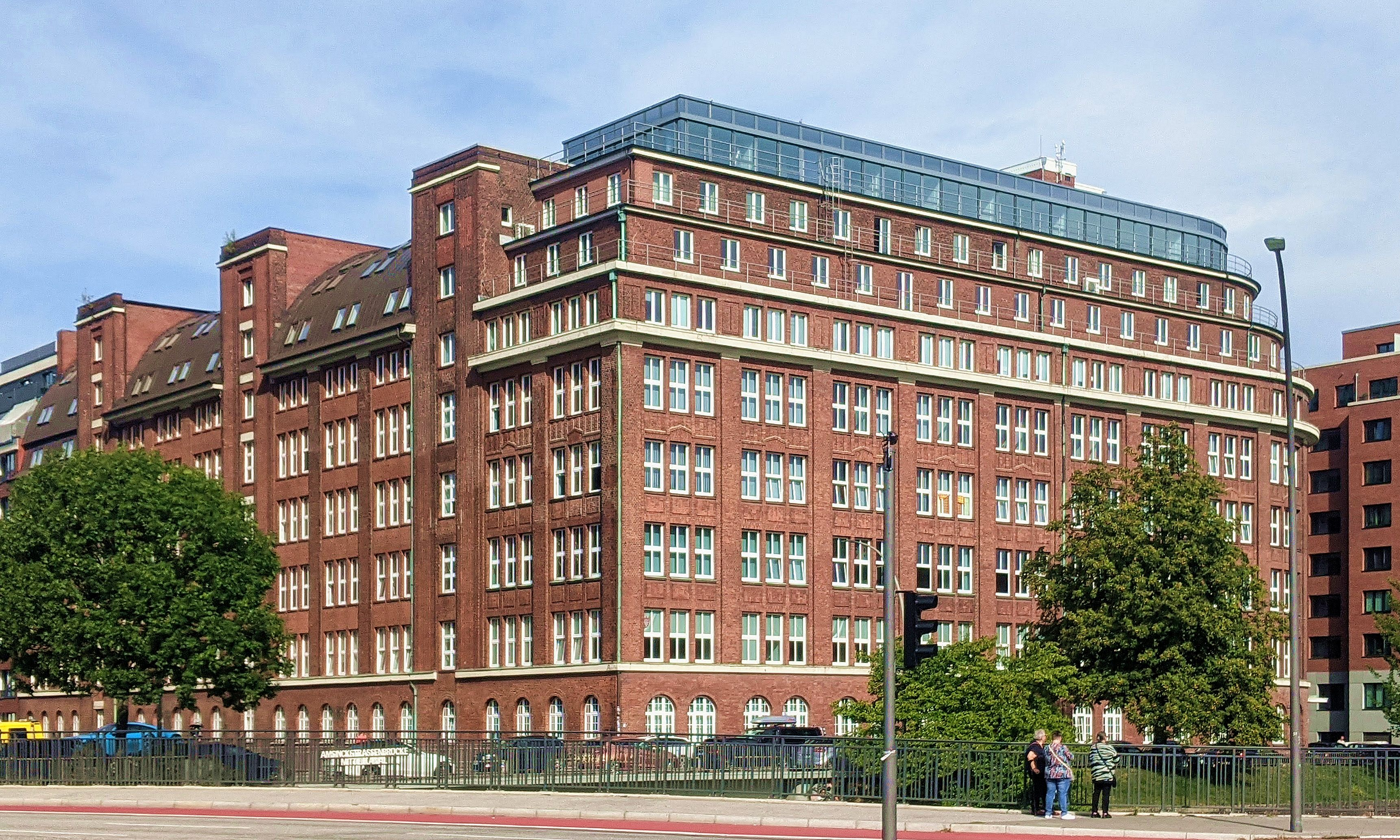
Ehemaliges Zentrallager und spätere Süßwarenfabrik der GEG in Hamburg-Hammerbrook nach Umbau zum Kontorhaus „Sonnin-Hof“ (Foto 2023)

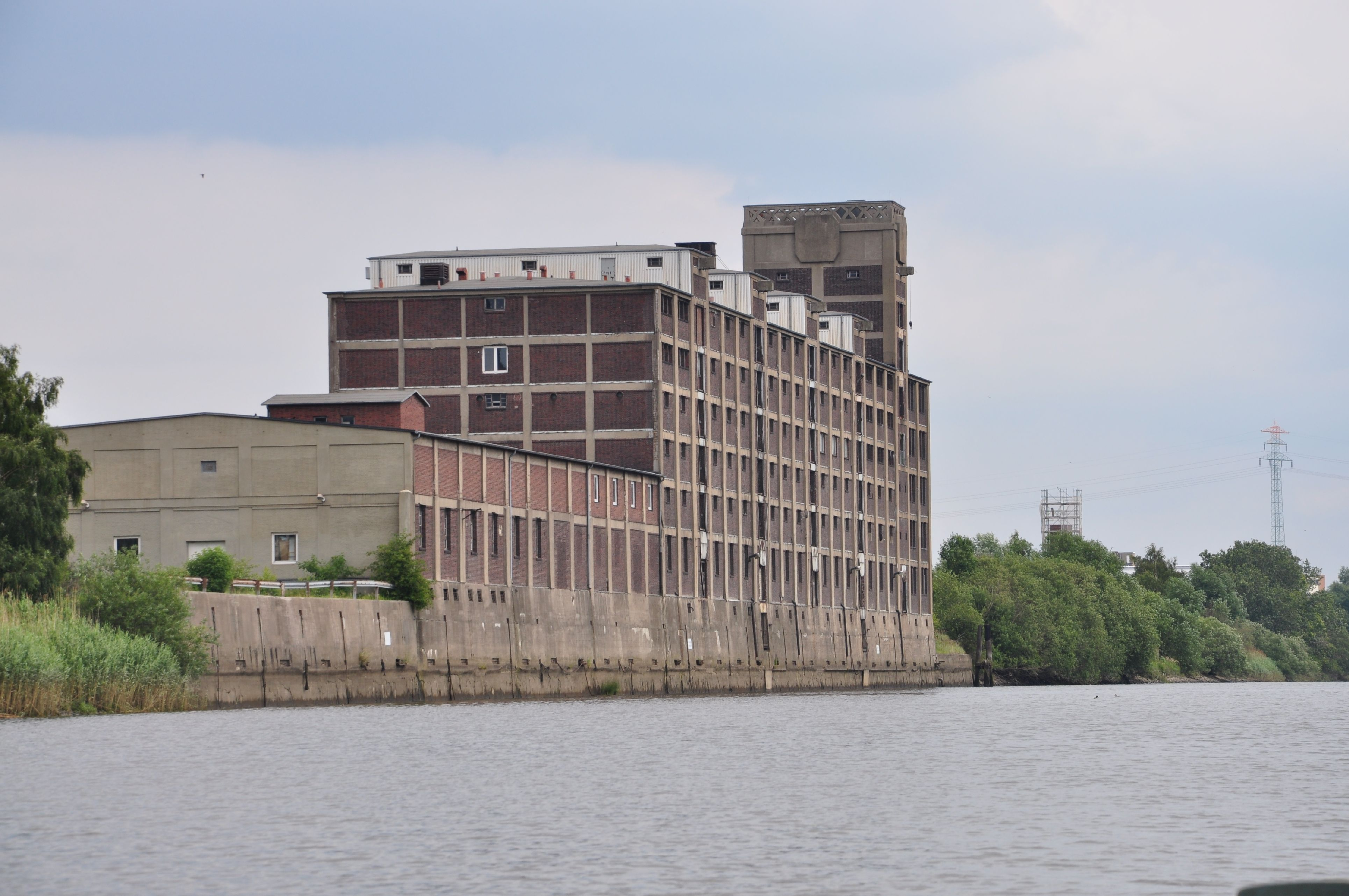
Ehemaliges Zentrallager der GEG auf der Peute, 2014 trotz bestehendem Denkmalschutz abgerissen

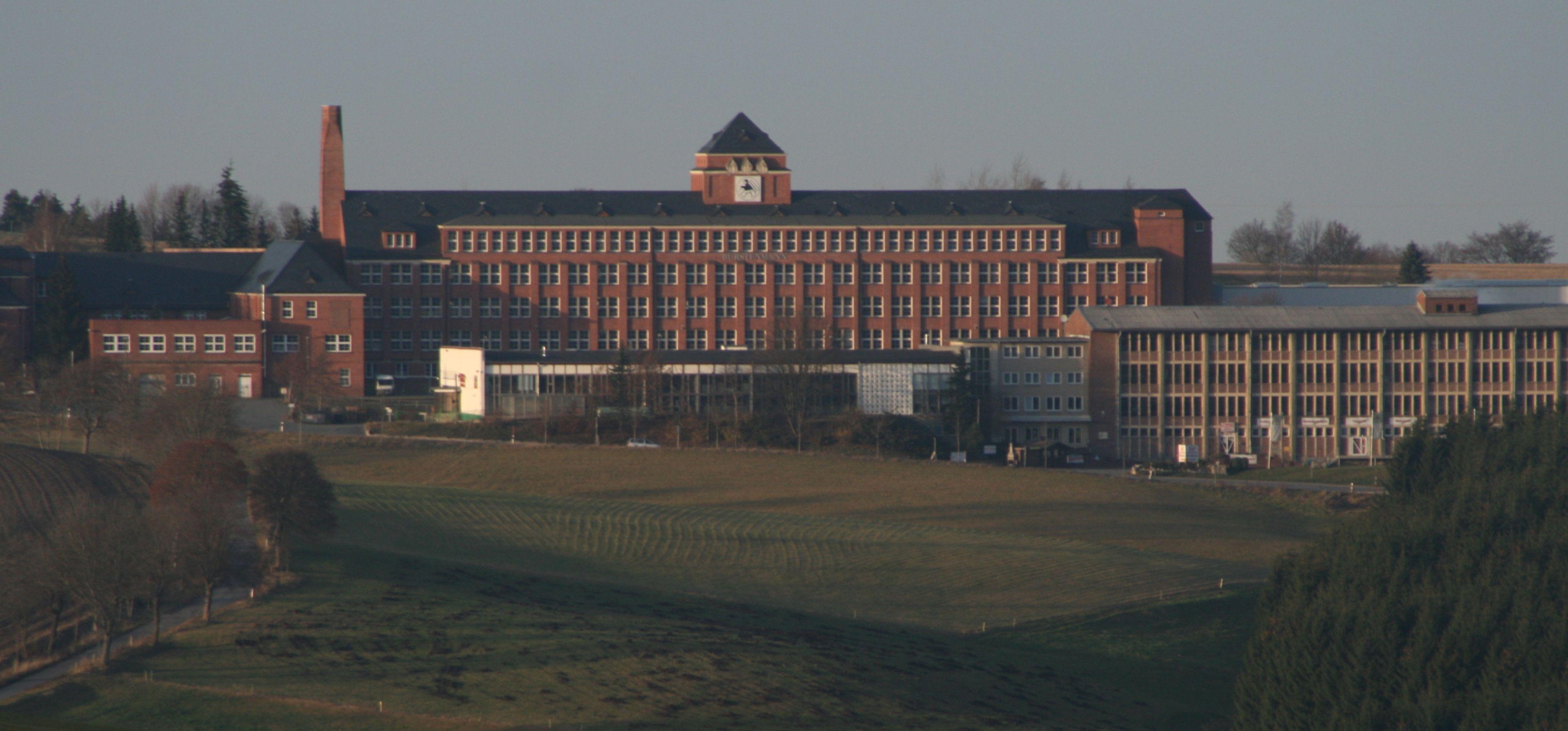
GEG-Bürstenfabrik in Stützengrün

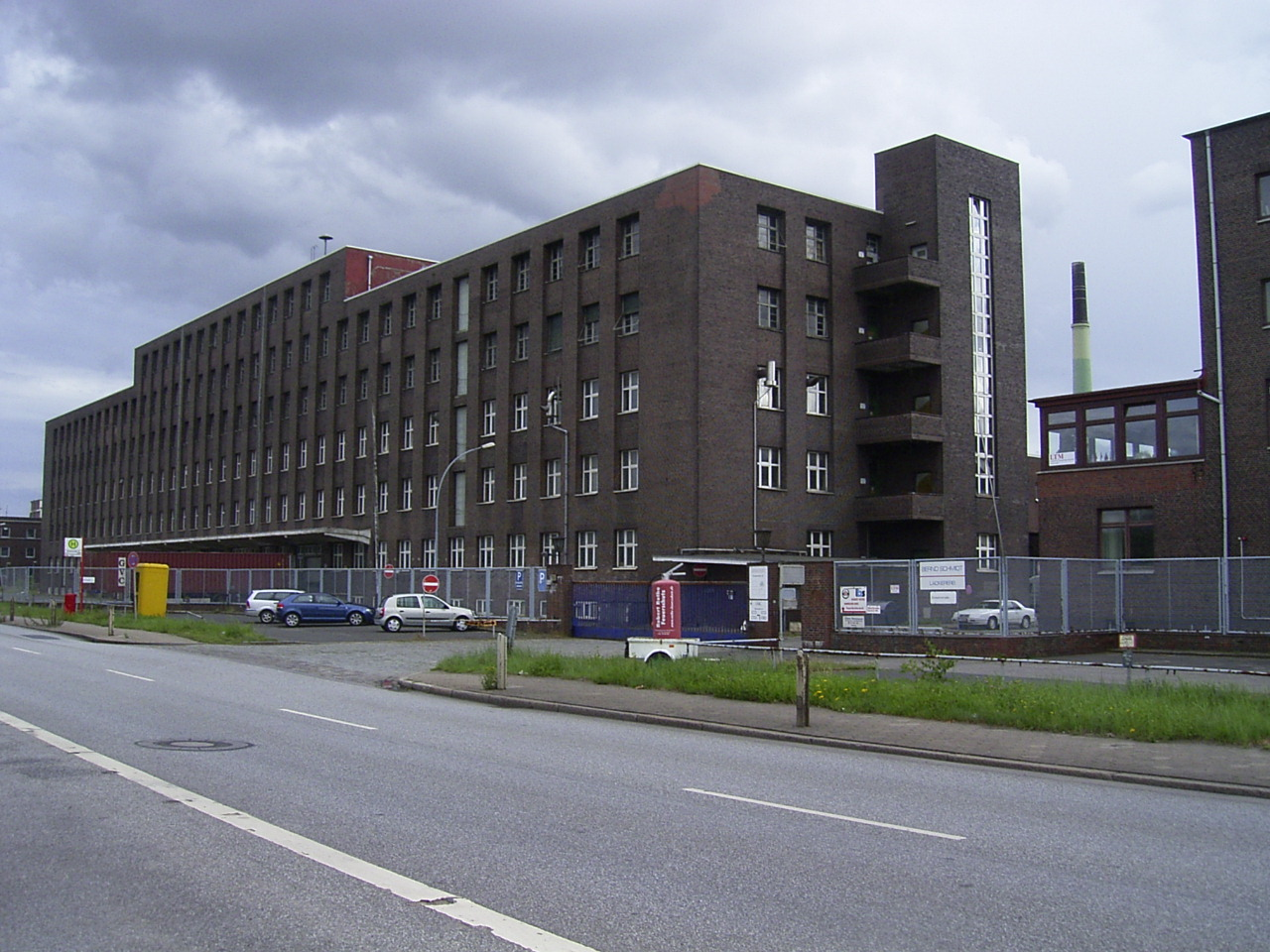
Ehemalige chemische Fabrik der GEG auf der Peute

Am 29. April 1899 begann die England-Reise, die der Geschäftsführer Ernst Scherling mit sieben Aufsichtsratsmitgliedern der GEG und einem weiteren Konsumgenossenschafter auf Einladung der Co-operative Wholesale Society Limited (C.W.S) unternahm, um die Organisation und Betriebe der C.W.S. kennenzulernen. Hieraus erwuchsen wesentliche Impulse zur Geschäftsausweitung und für den Beginn der Eigenproduktion.
Im Mai 1903 wurde der Gegenstand des Unternehmens im Gesellschaftsvertrag ergänzt um den Passus Herstellung und Fabrikation.
Am 15. April 1903 begann die Eigenproduktion im Hamburger Lager Engelstraße. In einer großen Kaffeerösterei standen sechs Schnellröstapparate. Der Röstkaffee wurde verlesen und verpackt. Außerdem wurden Tee, Kakao und Gewürze abgepackt.
Am 22. September 1903 stimmte der Aufsichtsrat der Errichtung einer Seifenfabrik zu. Für den Standort Aken reichte die GEG am 25. Juni 1904 ihre Pläne ein, erhielt aber nicht die erforderlichen Genehmigungen. Ebenso scheiterte das Vorhaben in Zerbst/Anhalt. Doch in Riesa-Gröba konnte dann am 3. Mai 1909 mit dem Bau begonnen werden. Die Produktion begann im August 1910.
Von der Tabakarbeiter-Genossenschaft eGmbH (TAG) mit ihrem Geschäftsführer Adolph von Elm hatte die GEG bereits zum 1. Januar 1910 je eine Zigarrenfabrik in Hamburg, Frankenberg (Sachsen), und Hockenheim (Baden) übernommen.
Vor der Machtübernahme 1933 hatte die GEG 58 Produktionsbetriebe für Lebens- und Genussmittel sowie für andere Bedarfsgüter:
- 5 Mühlen in Magdeburg, Duisburg, Bochum, Mannheim und Reichertshofen
- 2 Teigwarenfabriken in Riesa-Gröba und Mannheim
- 9 Fleischwarenfabriken in Oldenburg (Bölts Fleischwarenfabrik), Elmshorn, Altona, Bremen, Chemnitz, Düsseldorf, Erfurt, Frankfurt am Main und Stuttgart
- 1 Specksalzerei und -räucherei in Berlin
- 1 Fischwarenfabrik in Altona
- 1 Fischversand in Wesermünde
- 1 Kakao- und Schokoladenfabrik in Hamburg
- 1 Kaffeerösterei in Hamburg
- 2 Malzkaffee- und Zichorienfabriken in Mannheim und Chemnitz
- 1 Tee-Abpackerei in Hamburg
- 1 Weinkellerei und Likörfabrik (Spirituosen allgemein) in Altona
- 2 Groß-Käsereien in Wangen im Allgäu und Gouda (Niederlande)
- 1 Gemüse- und Obstkonservenfabrik in Stendal
- 1 Nährmittelfabrik in Magdeburg
- 1 Mostrichfabrik in Chemnitz
- 1 Honigabfüllerei in Hamburg
- 1 Gewürzmühle in Hamburg
- 1 Ölabfüllerei in Hamburg
- 5 Zigarrenfabriken in Hamburg, Frankenberg (Sachsen), Hockenheim, Östringen und Altlußheim
- 1 Kautabakfabrik in Nordhausen
- 2 Rauchtabakfabriken in Hamburg und Burgsteinfurt
- 1 Zigarettenfabrik in Altona
- 2 Seifenfabriken in Riesa-Gröba und Düsseldorf
- 1 Chemische Fabrik in Hamburg
- 2 Zündholzfabriken in Riesa-Gröba und Lauenburg/Elbe
- 1 Großdruckerei und Papierwarenfabrik in Hamburg
- 1 Bürstenfabrik in Stützengrün (noch heute im genossenschaftlichen Eigentum der Zentralkonsum eG)
- 1 Holzindustrie (vornehmlich Ladeneinrichtungen) in Dortmund
- 1 Sägewerk und Kistenfabrik in Riesa-Gröba
- 1 Weberei und Färberei in Oppach
- 1 Scheuertuchweberei in Leupoldsgrün
- 1 Kleiderfabrik in Seifhennersdorf
- 1 Kleider- und Schuhfabrik Dresden
- 1 Wäschekonfektionsbetrieb in Chemnitz
- 1 Geflügelfarm in Oldenburg
- 1 Landgut in Osterholz[3][4]

## GEG als Warenzeichen
Der Geschäftsbericht für 1904 teilt mit, dass GEG von jetzt an eine Schutzmarke für alle in den eigenen Betrieben hergestellten Waren sei. 1907 wurde berichtet, dass als Neuerungen einige Packungen in Malzkaffee mit der Schutzmarke GEG eingeführt wurden. Das GEG-Zeichen war als Abwehrmaßnahme gegen Monopolansprüche der Markenindustrie vorgesehen. Es stand für monopolfreie genossenschaftliche Markenartikel.
Als Warenzeichen ab Mitte der 1920er Jahre wurden die Buchstaben „geg“ in einen Kreis gesetzt. Die nach oben spitz zulaufenden Buchstaben sollten an die Speichergiebel des Handelshauses erinnern.

## Werbefilme
Die GEG ließ in den Jahren 1926 bis 1939 Werbefilme herstellen, die sowohl für die Produkte der GEG als auch für die Konsumgenossenschaftsbewegung allgemein warben. Produzenten waren Julius Pinschewer und Gertrud David. Unter anderen arbeiteten auch die Vera-Filmwerke für die GEG.
- Wie werde ich Mitglied im Konsumverein? (1926)
- Der Raucher (1926)
- Das Zündholz (1926)
- Schlaraffenland (1927)
- Ja, Kuchen! (1927)
- Die GEG-Fleischwarenfabrik Oldenburg in Oldenburg (1929)
- Konserven für den Winter – aber nur aus dem eigenen Betrieb (1930)
- Geschichten aus dem deutschen Wald (Kurzanimationsfilm, 1934/35)
- Guten Appetit (1939)

## Gleichschaltung der Konsumgenossenschaftsbewegung
Mit Einsetzung eines Staatskommissars am 4. Mai 1933 – Gau-Inspekteur der NSDAP, Erich Grahl – begann die Gleichschaltung der GEG.
Die GEG wurde am 14. August 1933 von Großeinkaufs-Gesellschaft Deutscher Consumvereine m.b.H. umfirmiert in Reichsbund der deutschen Verbrauchergenossenschaften GmbH. Hier waren nun die genossenschaftlichen Zentralorganisationen zusammengefasst: der Zentralverband deutscher Konsumvereine e. V., die Großeinkaufs-Gesellschaft Deutscher Consumvereine mbH., die Verlagsgesellschaft deutscher Konsumvereine mbH., der Reichsverband deutscher Konsumvereine e. V., Sitz in Köln, die „Gepag“, Großeinkaufs- und Produktions-Aktiengesellschaft deutscher Konsumvereine, Sitz Köln. Das Gemeinschaftswerk der Deutschen Arbeitsfront (GW) übernahm aufgrund der Verordnung zur Anpassung der verbrauchergenossenschaftlichen Einrichtungen an die kriegswirtschaftlichen Verhältnisse vom 18. Februar 1941 am 1. April den Geschäftsbetrieb der ehemaligen Konsumgenossenschaften und ihrer Großeinkaufsgesellschaften.
Von November 1940 bis Februar 1945 war Ludwig Strobl Geschäftsführer in Hamburg.

## Nachkriegszeit
In den westdeutschen Besatzungszonen und nachfolgend der Bundesrepublik Deutschland bestand die Gesellschaft fort. 1958 wurde der Gesellschaftsvertrag neu gefasst. Als Schreibung wurde spätestens 1964 Großeinkaufs-Gesellschaft Deutscher Konsumvereine mit beschränkter Haftung verwendet. Neben der weiter in Hamburg angesiedelten Zentrale bestanden in diesem Jahr Zweigniederlassungen in 13 Städten, darunter auch Berlin. In den folgenden Jahren kam es zur Auflösung mehrerer Zweigniederlassungen. Ende 1972 erfolgte die Umwandlung in eine Aktiengesellschaft unter der Firmierung Co-op Zentrale Aktiengesellschaft. Damit war der Grundstein für den Handelskonzern co op AG gelegt, in dem ein Großteil des Konsumgenossenschaftswesens in der Bundesrepublik fortbestand.

## Amtszeit der GEG Geschäftsführer, die bis zur Gleichschaltung gewählt wurden
| Jahre     | Name                   |
| --------- | ---------------------- |
| 1894–1914 | Ernst August Scherling |
| 1900–1902 | Georg Fell             |
| 1902–1920 | Adolf Gustav Seifert   |
| 1903–1930 | Heinrich Lorenz        |
| 1914–1917 | Eduard Würfel          |

| Jahre     | Name            |
| --------- | --------------- |
| 1914–1930 | Emil Berger     |
| 1914–1926 | Robert Aßmann   |
| 1918–1927 | Hermann Petzold |
| 1921–1935 | Henry Everling  |
| 1926–1933 | Georg Büchlein  |

| Jahre     | Name             |
| --------- | ---------------- |
| 1927–1934 | Friedrich Hain   |
| 1929–1937 | Josef Bodden     |
| 1930–1940 | Gustav Borgner   |
| 1930–1934 | Friedrich Albert |
| 1930/1931 | Andreas Mirus    |